# عزيز أباد (دورود)
عزيز أباد (بالفارسية: عزیزآباد) هي قرية تقع في قسم سيلاخور الريفي (مقاطعة دورود) في إيران. يقدر عدد سكانها بـ 341 نسمة بحسب إحصاء 2016.